# Хесус Фернандес (футболист)
Вижте пояснителната страница за други личности с името Хесус Фернандес.
Хесус Фернандес Коладо (на испански: Jesús Fernández Collado) (или само Хесус) е испански футболист на Леванте играещ като вратар, роден на 11 юни 1988 г. в Мадрид, Испания.

## Състезателна кариера
Хесус като юноша играе за три различни отбора. През 2007 г. подписва с Нумансия, където изиграва два сезона с втория отбор в Трета дивизия на Испания. През сезон 2009-10 започва да играе като резерва с основния отбор в Сегунда Дивисион.
През 2010 г. се връща в родния си град Мадрид, където се присъединява към Реал Мадрид и започва да играе за Реал Мадрид Кастилия в Сегунда дивисион Б. На 21 май 2011 г., в последния мач за сезона, той прави дебюта си с първия отбор, съответно и в Примера дивисион, като сменя Йежи Дудек в последните минути (това е и последният мач на Дудек с отбора) на срещата при домакинската победата с 8-1 срещу Алмерия.
През следващите две години Хесус е трети вратар за Реал, като заместник на Икер Касияс, Антонио Адан и Диего Лопес. На 1 юни 2013 г. той изиграва първият си мач като титуляр срещу Осасуна и домакинската победа с 4–2 в последния кръг на първенството от сезон 2012/13.
На 4 август 2014 г. преминава в отбора на Леванте с договор за две години с клауза за продължение за още две след това.

## Успехи
Реал Мадрид Кастилия
- Секунда дивисион Б (1): 2011/12

Реал Мадрид
- Суперкупа на Испания (1): 2012
- Купа на Испания (1): 2013/14
- Шампионска лига (1): 2013/14